# Ca l'Oller de Vallors
Ca l'Oller és un mas al veïnat de Vallors del municipi de Santa Coloma de Farners (Selva) catalogat com a monument.

## Arquitectura
Edifici format per dos cossos, un de dues plantes i teulada a vessants a laterals i cornisa catalana, l'altre, al costat esquerre, també de dues plantes però la vessant amb caiguda a la façana. El portal és rectangular emmarcat amb pedra amb llinda monolítica sobre impostes. Les obertures de la primera planta són d'arc conopial i la central, més gran, té impostes d'arquets sobre testes humanes. L'element que destaca a la façana és que cada finestra del primer pis té sota l'ampit una espitllera. Pel que fa a les obertures de la planta baixa, són rectangulars envoltades de pedra. Hi ha un banc adossat a la façana a la part esquerra. També destaca el gran rellotge de sol, totalment restaurat, amb la inscripció de 1728. La façana principal és actualment de pedra vista i els laterals estan parcialment arrebossats i pintats.
L'altre cos que forma part del conjunt, i està adossat a la casa principal, té quatre obertures, A la planta baixa hi ha una gran portalada amb arc rebaixat i una finestra a l'esquerra. Al primer pis hi ha dos balcons, les portes dels quals són també d'arc rebaixat. A diferència de les obertures del cos del costat, aquí totes tenen l'arc, els ampits i brancals de rajol. Hi ha un número 43 adossat a la paret, al mig entre els dos cossos.
L'era i el camí que arriba fins a la casa estan esfaltats.

## Història
Ca l'Oller es troba esmentat al fogatge del 1497. El cos més antic és del s. XV-XVI i l'altre es pot datar el XIX. Ha sofert diverses reformes i l'any 2002 es va repicar la façana deixant la pedra irregular vista.